# Красоля велика
{{#ifeq:0|0|{{#if:|{{#if:Tropaeolummajus|[[]}}|}}}}
Красо́ля вели́ка (Tropaeolum majus) — багаторічна рослина родини красолевих, типовий вид найвідомішого роду цієї родини. Батьківщиною цієї рослини є Анди, де вона зростає від теренів Колумбії та Перу до півночі Болівії. Як декоративна культура вона поширена в усіх субтропічних та помірних зонах Земної кулі. Крім того, красоля велика належить до лікарських та їстівних рослин, проте в обох галузях її використання обмежене: з лікувальною метою її застосовують лише у народній медицині, а в кулінарії вживають переважно як приправу чи прикрасу для салатів.

## Назва
У Словнику українських наукових і народних назв судинних рослин Ю. Кобіва для цього виду наведені 18 синонімів. З них найпоширенішим варіантом є насту́рція або насту́рція вели́́ка, а також близькі до неї насту́рка, турчин. Ці назви могли утворитися як запозичення із російської мови, де цю рослину називають «настурцією», але більш ймовірно, що вони вказують на схожість із неспорідненим видом — лікарською настурцією, яка має такі ж як у красолі великої гострі на смак листки, що їх споживають як овоч. На правильність цієї версії вказують й інші народні назви, які уподібнюють красолю велику до різноманітних рослин із їстівними листками, бутонами, квітами: жеря́вка бі́льша — вказівка на жеруху лучну; ка́перси, капуци́ни — вказівка на каперці колючі, чиї пуп'янки у маринованому вигляді називають «капуцинами»; табачко́вий цвіт — імовірно, вказівка на тютюн, хоча ця схожість обмежується винятково декоративними якостями. Точне походження назв ґаро́фія, красо́лька, красу́лька, красу́лі, карасо́ля панова́, панова́, паня́нка не відоме: деякі з них вони можуть вказувати на привабливість квіток (від слова «краса») або на вишуканість їхньої форми в порівнянні зі звичайними виткими квітами. Подібним чином утворилася назва кручених паничів, які набагато привабливіші від польової берізки.

## Опис
Багаторічна трав'яниста рослина заввишки 20-250 см, яку культивують переважно як однорічну. Єдине стебло м'ясисте, соковите, гладке, розгалужене, витке, проте, остання ознака у культурних рослин сильно варіює разом із розміром. Відповідно, одні сорти можуть мати відносно міцні й короткі (20-70 см), прямостоячі стебла, що надають рослинам кущистого вигляду, інші — типові ліани із довгим (50-250 см), слабким стеблом, що полягає або чіпляється за сусідні рослини. Листки завширшки 3-15 см черешкові, круглі (часто нерівнобічні), щитоподібні, цілокраї, рідше — невиразно лопатеві, із добре помітними білуватими жилками. Листкові черешки завдовжки 5-30 см. Верхній бік листків зелений, нижній, так само як і стебла, світліший. Поверхня листків має водовідштовхувальну властивість.
| |  |  |  |  |
| Зліва направо: 1)вигляд листка зверху; 2) вигляд листка знизу; 3) водовідштовхувальна властивість листка — крапля на його поверхні не розтікається, а скочується; 4) розташування пуп'янку у пазусі листка; 5) поздовжній розріз квітки. |  |  |  |  |

Квітки завширшки 2,5-6 см поодинокі, пазушні, двостатеві, зигоморфні, зі слабким приємним ароматом. Листочків оцвітини п'ять, вони вільні, з них три нижні мають бахромчастий зів; серед культурних рослин трапляються особини із повними квітками. Шпорець довгий, дещо вигнутий. Дикі особини мають квітки помаранчевого кольору, у культурних забарвлення може бути від темно-червоного до блідо-жовтого, майже білого, причому у сортових рослин нерідко при основі пелюсток бувають плями контрастного відтінку (як правило, темно-червоного на світлому тлі). Тичинок вісім, вони розташовані у двох рядах по чотири штуки. Гінецей утворений трьома плодолистками із ниткоподібним стовпчиком. У квіток красолі великої описано явище так званого вечірнього спалаху, коли квітки на заході сонця починають виглядати особливо яскравими, наче спалахують.

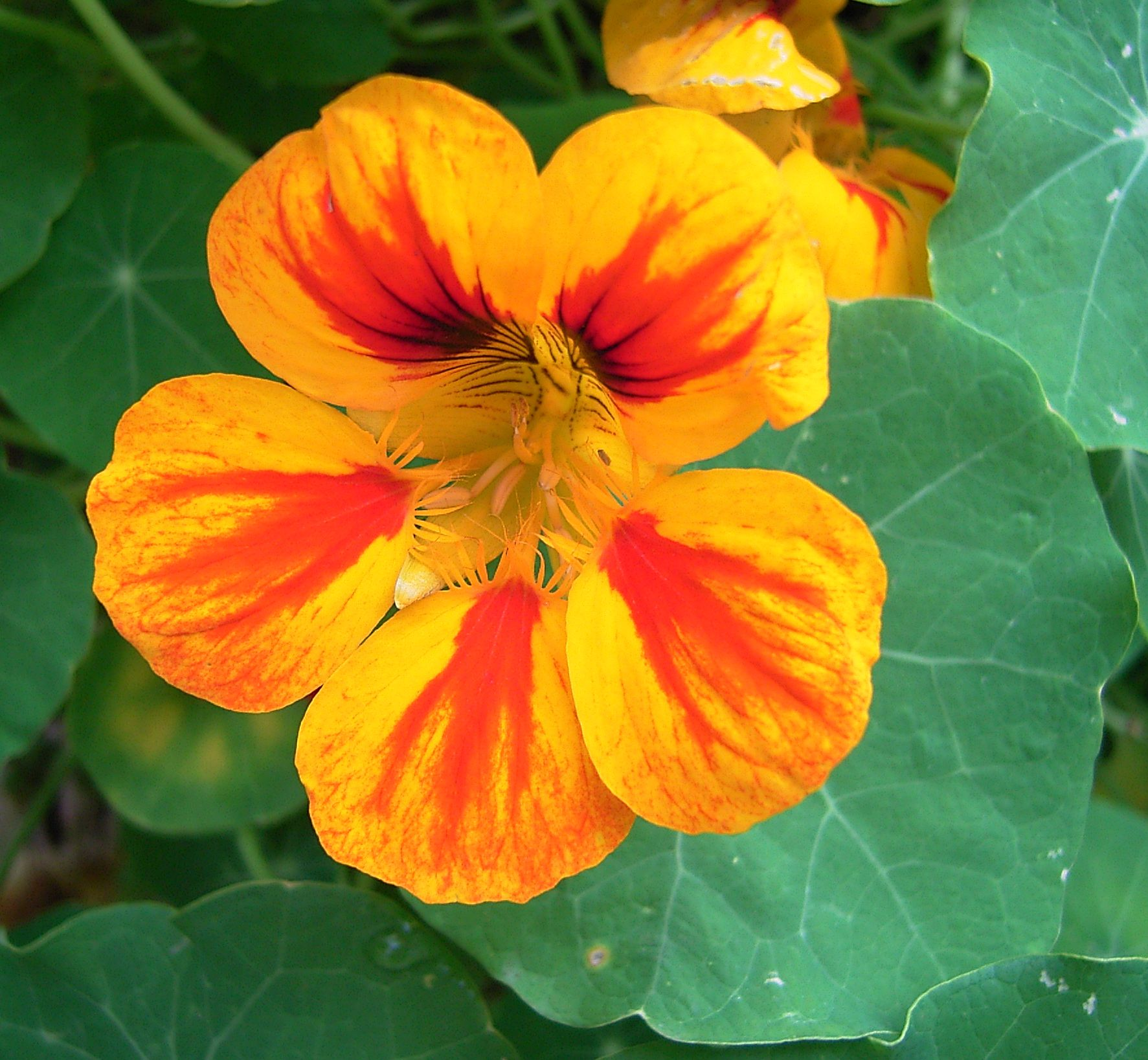
Вигляд квітки спереду.

Плоди тригнізді, розпадаються на однонасінні кістянкоподібні плодики. При низькій фертильності у можуть зав'язатися не три, а один-два плодики. У недостиглому вигляді плоди не надто тверді, світло-зелені, із невиразно скульптурованою поверхнею, стиглі набувають білувато-жовтого вигляду, стають сухими і твердими (хоча їхня оболонка не міцна). Довжина плодів становить близько 2 см, ширина — 1-1,5 см. Насінини із великим зародком і сім'ядолями. В 1 г міститься 10-20 насінин.

### Хімічний склад
Усі зелені частини красолі великої, частково, пуп'янки й недостиглі плоди мають характерний запах, відчутний лише при розтиранні, і гострий смак, обумовлений наявністю в них мірозину. Крім того, в усіх частина рослини знайдено глікозид глікотропеолін, який під дією ферментів перетворюється на тропеолін — головну складову ефірної олії красолі. Зелені частини рослини містять алкалоїди (до 0,1 %), дубильні речовини, аскорбінову кислоту (вітамін С), слиз тощо. Квітки багаті на каротин. У насінні виявлений високоактивна, але нестійка антибіотична речовина.

## Поширення та екологія

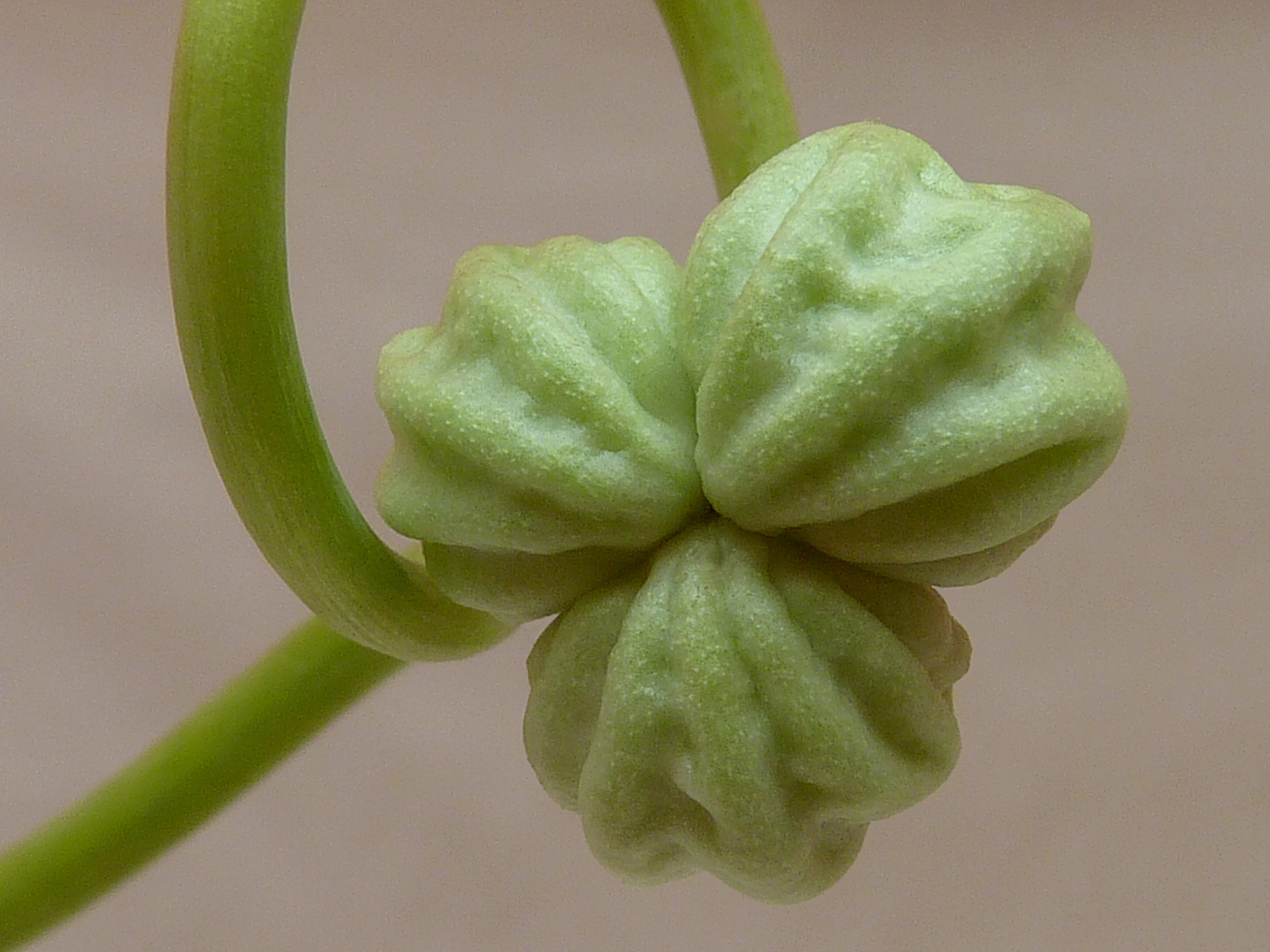
Недостиглий плід (збільшено).

Батьківщиною цієї рослини є Анди, де вона зростає від теренів Колумбії та Перу до півночі Болівії. Як декоративна культура вона поширена в усіх субтропічних та помірних зонах Земної кулі. В Україні її вирощують у всіх, без винятку, регіонах. У штатах США із м'яким кліматом (Каліфорнії, Нью-Йорці, Пенсільванії, Нью-Гемпширі, Массачусетсі, Коннектикуті) культурні рослини здичавілі і утворили стійкі популяції.
Красоля велика — світло- та теплолюбна рослина, яка нестійка до посухи, але й надмірного зволоження не любить. Віддає перевагу помірно зволоженим, дренованим, доволі поживним ґрунтам. Особливо чутлива до вмісту у ґрунті фосфору, добре реагує на внесення фосфатних добрив, водночас, надлишок свіжої органіки й азоту взагалі стимулює утворення зеленої маси, але пригнічує цвітіння.
Розмножується винятково насінням. Цвітіння тривале за рахунок великої кількості квітів, утворюваних однією особиною. На широті України воно відбувається із червня до жовтня. Квіти запилюють комахи, переважно мухи, бджоли, джмелі. Плоди достигають у липні-жовтні. Трохи недозрілі насінини можуть достигнути після збору. Схожість вони зберігають до 4 років.
За спостереженнями у культурі красолю велику вражають різноманітні хвороби: бактеріальне в'янення, сіра гниль, плямистість, іржа й мозаїка. На її листках паразитують мінери, павутинні кліщі, хрестоцвітні блошки, капустяна міль, попелиці. Серед паразитів цього виду також відмічені гусінь біланів, земледухи.

## Використання

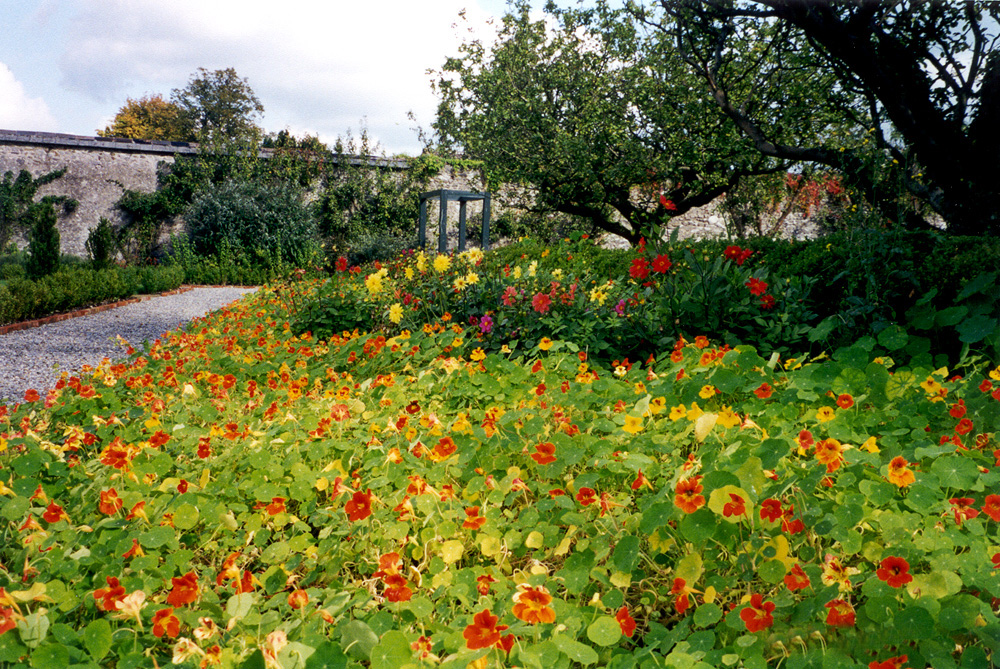
Бордюр з красолі великої у садку в Ірландії.

Красолю велику культивують із 1684 року. Спочатку люди звернули увагу на її великі показні квіти і почали прикрашати нею садки. Оскільки теплолюбна уродженка Південної Америки в Європі зимувати не могла, на цьому континенті (а згодом і по всьому світу) її вирощували як однорічну рослину. У квітникарстві застосування красолі вельми широке. Низькорослі «кущові» сорти висаджують у квітниках, бордюрах, рідше — у горщиках, кашпо або ящиках на балконах. Втім, для декорування стін, парканів, альтанок, контейнерів частіше використовують виткі сорти, стебла яких, спадаючи або підіймаючись по опорі, утворюють суцільну зелену стіну, поцятковану яскравими вогниками квітів. Шляхом гібридизації красолі великої зі спорідненою Tropaeolum peltophorum отримано новий вид — красолю культурну (Tropaeolum × cultorum).
В країнах європейської культури здавна вживали красолю у їжу. Для цього використовували свіжі листки і квіти. Листки додавали до салатів, сендвічів як гостру приправу чи листковий овоч, квітки використовували так само, але більше для прикраси. Крім того, заготовляли щільні пуп'янки і недостиглі (зелені) плоди, які маринували і споживали подібно до каперців: як закуску чи приправу до супів, соусів тощо. В Англії на подрібнених квітках настоювали оцет, отримуючи приправу зі своєрідним смаком.
У народній медицині застосовують листки і насіння красолі великої. Настоянку або сік свіжих листків вживають при бронхіті, ангіні та інших запаленнях дихальних шляхів; відвар листків та насіння, потовчене із цукром, діють сечогінно, тому їх радять вживати при запаленнях нирок і сечовивідних шляхів. Завдяки великому вмісту вітаміну C у листках та каротину (провітаміну A) у квітках препарати цієї рослини покращують обмінні процеси в організмі людини, в минулому нею навіть лікували цингу. Разом з тим, великий вміст аскорбінової кислоти і подразнюючих речовин може спричинити загострення шлункових хвороб. Нещодавні дослідження виявили, що ефірна олія красолі великої здатна розширювати судини і покращувати кровозабезпечення серцевого м'яза, що робить її перспективною для застосування у кардіологічній практиці. Бензилгірчична олія, виділена із цього виду, має цитотоксичну дію, що відкриває шлях до вивчення протипухлинних властивостей красолі великої.

## Таксономія
За даними сайту The Plant List для цього виду існують наступні наукові синоніми:
- Cardamindum majus Moench;
- Nasturtium indicum Garsault;
- Tropaeolum pinnatum Andrews;
- Tropaeolum quinquelobum Bergius;
- Trophaeum majus (L.) Kuntze[5].